# Nadine Angerer
Nadine Angerer (Lohr am Main, 10 novembre 1978) è un'ex calciatrice tedesca, di ruolo portiere.

## Carriera
Il 13 gennaio 2014 è eletta miglior calciatrice del mondo, divenendo il primo portiere a vincere tale premio.
Dopo il ritiro di Birgit Prinz è diventata capitano della nazionale.
Il 13 maggio 2015 ha annunciato il ritiro previsto per la fine della stagione 2015.

## Palmarès

### Club

#### Competizioni nazionali
- Campionato tedesco: 2

Turbine Potsdam: 2003-2004, 2005-2006
- Coppa di Germania: 4

Turbine Potsdam: 2003-2004, 2004-2005, 2005-2006
1. FFC Francoforte: 2010-2011
- DFB-Hallenpokal femminile: 2

Turbine Potsdam: 2004, 2005

#### Competizioni internazionali
- UEFA Women's Champions League: 1

Turbine Potsdam: 2004-2005

### Nazionale
- Campionato mondiale femminile di calcio: 2

USA 2003, Cina 2007
- Campionato europeo femminile di calcio: 5

Norvegia-Svezia 1997, Germania 2001, Inghilterra 2005, Finlandia 2009, Svezia 2013

### Individuale
- Miglior portiere al campionato mondiale femminile di calcio: 1

2007
- Lauro d'argento
- UEFA Women's Player of the Year Award: 1

2012-2013
- Calciatrice tedesca dell'anno: 1

2013
- FIFA World Player: 1

2013

## Opere
- (DE) Nadine Angerer, Kathrin Steinbichler, Im richtigen Moment. Meine Tory, Hamburg, Edel Verlag, 2015, ISBN 978-3-8419-0271-9. (Autobiografia)